# Xylocopa chapini
Xylocopa chapini är en biart som först beskrevs av Leveque 1928.  Xylocopa chapini ingår i släktet snickarbin, och familjen långtungebin. Inga underarter finns listade i Catalogue of Life.